# 甘迪格拉姆
甘迪格拉姆（Gandhigram），是印度特里普拉邦West Tripura县的一个城镇。总人口10666（2001年）。

## 人口
该地2001年总人口10666人，其中男性5661人，女性5005人；0—6岁人口1134人，其中男604人，女530人；识字率74.18%，其中男性为78.82%，女性为68.93%。